# Алиягич, Али
Али Алиягич (серб. Алија Алијагић; 1896 год, Биелина – 8 марта 1922 года, Загреб) – югославский рабочий и коммунист, убивший 21 июля 1921 года министра внутренних дел Югославии Милорада Драшковича.

## Биография
Али Алиягич родился в 1896 году в Биелине в бедной боснийской семье. В 16 лет выучился на плотника. Тогда же начал участвовать в профсоюзном движении.
В годы Первой Мировой войны был мобилизован в армию.
В 1919 году Алиягич вступил в Союз коммунистов Югославии. В 1921 году стал членом леворадикальной террористической организации – «Црвена Правда» (Красное правосудие). Следует отметить, что «Црвена Правда» не подчинялась югославской компартии.
21 июля 1921 году Али Алиягич в хорватском городе Делнице по заданию «Црвена Правды» убил министра внутренних дел Югославии Милорада Драшковича, который в декабре 1920 года своим указом запретил вести коммунистическую пропаганду и организовывать забастовки. Убийство Милорада Драшковича было первым политическим убийством, совершенным в Королевстве Югославия.
После этого «Црвена Правда» была быстро разгромлена королевской полицией, а Али Алиягич был приговорен к смертной казни и казнен 8 марта 1922 года в Загребе. После смерти Алиягича югославские коммунисты провели большую политическую демонстрацию в Загребе.

## Память
В социалистической Югославии именем Али Алиягича были названы улицы в Биелине и Белграде. Обе улицы после распада Югославии были переименованы. Причем улицу в Белграде переименовали в честь Милорада Драшковича.
Имя Али Алиягича носила школа в Сараево, а также Центр профессионально-технического образования машиностроения и электротехники в Биелине.
В 1974 году в Югославии был снят телефильм о деле Али Алиягича – «Почему стрелял Али Алиягич» (серб. Zasto je pucao Alija Alijagic).